# Grasshopper Club Zürich (florbal)
Grasshopper Club Zürich (také GC Unihockey) je florbalový oddíl stejnojmenného sportovního klubu ze švýcarského města Curych. Oddíl vznikl v roce 2002 sloučením několika menších týmů. Součástí klubu je také stejnojmenný fotbalový tým.

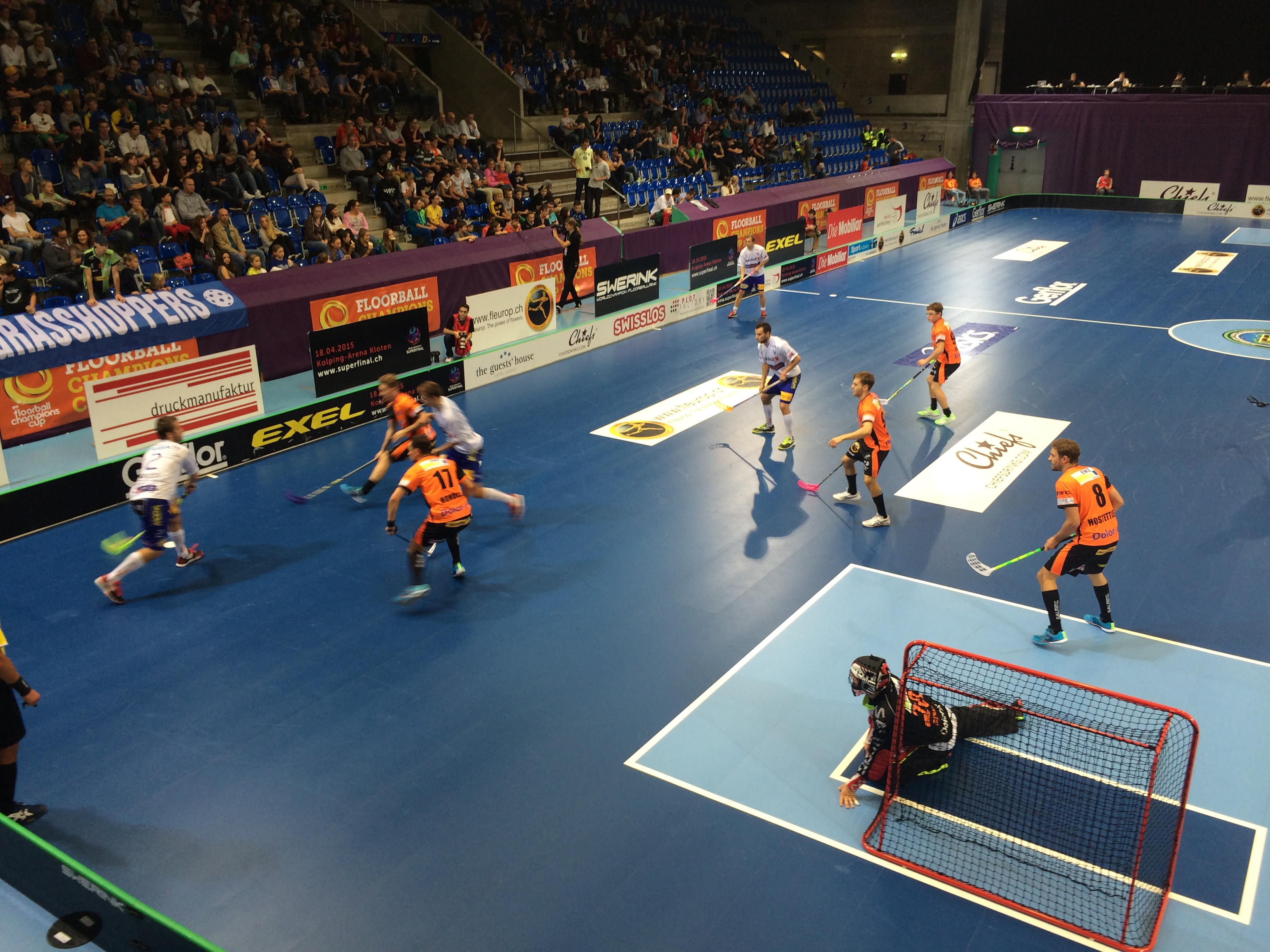
Grasshopper Club Zürich v zápase proti 1. SC Vítkovice v Poháru mistrů 2014

Mužský tým hraje od svého založení nejvyšší švýcarskou soutěž, Unihockey Prime League. V té získal v sezónách 2015/2016 a 2021/2022 dva mistrovské tituly. V letech 2011, 2014, 2017 a 2022 také čtyřikrát zvítězili ve Švýcarském poháru. Z toho v roce 2011 je k vítězství dovedl český kapitán Aleš Jakůbek.
Již zaniklý ženský tým hrál po vzniku klubu také v nejvyšší soutěži.

## Čeští hráči
- Pavel Brus (2012–2013)
- Radim Cepek (2010)
- Aleš Jakůbek (2005–2013)
- Petr Kožušník (2012–2013)
- Martin Ostřanský (2006–2007)
- Vojtěch Skalík (2012–2013)

## Trenéři
- Sascha Rhyner (2002–2004, ?)[7]